# Olena Zelens'ka
Olena Volodymyrivna Kyjaško, coniugata Zelens'ka (in ucraino Олена Володимирівна Кияшко – Зеленська?; Krivoj Rog, 6 febbraio 1978), è una scrittrice, architetta e sceneggiatrice ucraina, dal maggio 2019 first lady dell'Ucraina essendo la moglie del presidente Volodymyr Zelens'kyj. Nel dicembre 2019 Zelens'ka è stata inclusa al 30º posto tra le cento persone più influenti dell'Ucraina dalla rivista Focus.

## Biografia

### Origini e formazione
Olena Kyjaško è nata a Krivoj Rog (oggi Kryvyj Rih) nel febbraio 1978. Ha studiato architettura alla facoltà di ingegneria civile dell'università nazionale di Kryvyj Rih. Ha elaborato testi per Kvartal 95, e alla fine è diventata una scrittrice.

### First Lady dell'Ucraina
Il 20 maggio 2019, Zelens'ka è diventata la first lady dell'Ucraina. Il 18 novembre è apparsa sulla copertina del numero di dicembre dell'edizione ucraina di Vogue. Nell'intervista ha parlato anche della sua prima iniziativa: la riforma nutrizionale nelle scuole ucraine.
La riforma è iniziata con un nuovo menu scolastico sviluppato dallo chef Jevhen Klopotenko di CultFood. La riforma è un programma complesso: dal miglioramento della qualità, della nutrizione del cibo e della sicurezza alimentare alla fornitura di risorse alle scuole. Il menu scolastico aggiornato ha 160 voci: include sia piatti tradizionali ucraini che piatti popolari di diverse cucine del mondo. Il Consiglio dei ministri dell'Ucraina ha approvato nuovi standard alimentari, entrati in vigore il 1º settembre 2021.
Nel dicembre 2019, durante un discorso al terzo Congresso delle donne ucraine, Zelens'ka ha avviato l'adesione dell'Ucraina all'iniziativa internazionale del G7 sull'uguaglianza di genere - il partenariato di Biarritz. Di conseguenza, nel settembre 2020, l'Ucraina ha ricevuto lo status ufficiale di membro del partenariato di Biarritz, che unisce gli sforzi degli Stati per stabilire pari diritti e opportunità per uomini e donne.
Il 13 gennaio 2020, Volodymyr Zelens'kyj ha incluso Olena nel consiglio dell'Arsenale Mystec'kyj, guidato dal ministro della cultura Volodymyr Borodjans'kyj.
Il 6 maggio 2020, Olena Zelens'ka ha avviato un progetto sull'esistere senza barriere. I partner del progetto erano il Ministero della Trasformazione Digitale e il Ministero delle politiche sociali dell'Ucraina. L'obiettivo principale dell'iniziativa è rendere visibili le barriere esistenti nella società ucraina e rendere la loro rimozione una priorità a livello statale. Il 1º giugno 2020, Zelens'ka e l'UNICEF in Ucraina hanno firmato un memorandum d'intesa.
Il 12 giugno 2020, Zelens'ka ha annunciato di essere risultata positiva alla COVID-19. Quattro giorni dopo, è stata ricoverata in ospedale per l'osservazione con l'infezione da COVID-19 descritta come "gravità moderata" che non aveva bisogno di ventilazione meccanica. Zelens'ka è stata dimessa dall'ospedale il 3 luglio 2020 con il proseguimento del trattamento domestico per la polmonite bilaterale.

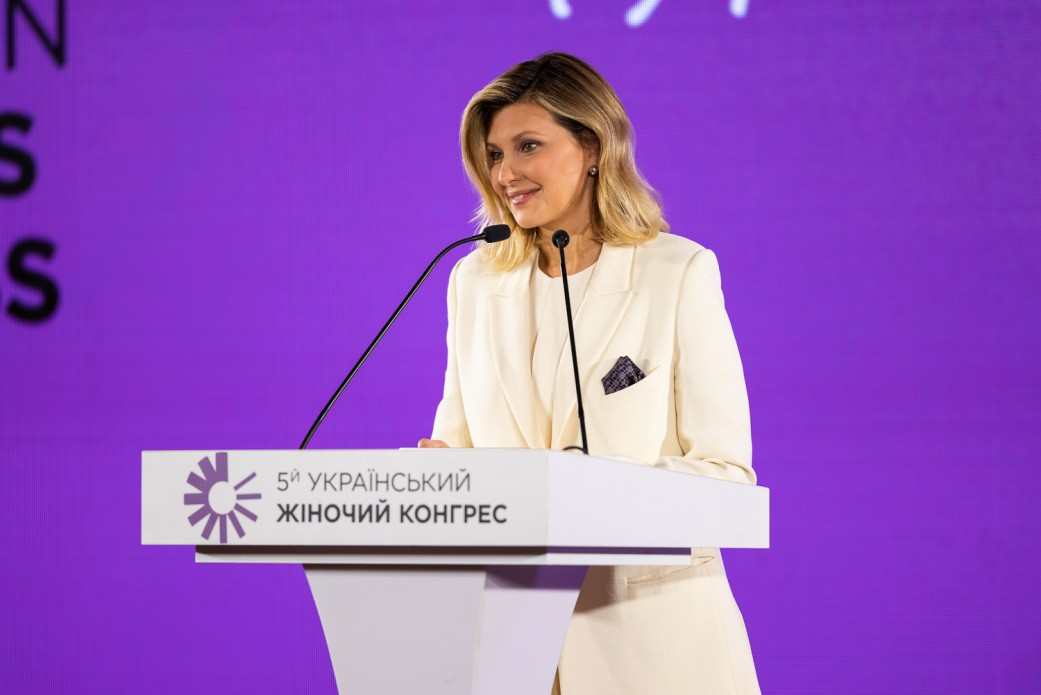
Olena Zelens'ka al 5º Congresso delle donne ucraine

Nel giugno 2020, Olena Zelens'ka ha avviato un'iniziativa per diffondere la lingua ucraina nel mondo e l'introduzione di audioguide in lingua ucraina nei luoghi più iconici, in particolare nei più grandi musei mondiali. Nell'ambito dell'iniziativa, nel 2020 sono state lanciate 11 audioguide in ucraino nei musei dell'Azerbaigian, Austria, Italia, Lettonia, Turchia e Montenegro, nonché in due linee di autobus della Lituania. Nel 2021, la first lady ha presentato la sua iniziativa di audioguida in lingua ucraina al museo di Mount Vernon (la casa del primo presidente degli Stati Uniti), e ai Musei delle Belle Arti di San Francisco in California. In seguito le guide sono state lanciate anche a Versailles, alla Sagrada Família, al Castello di Frederiksborg, Hundertwasserhaus, alla Torre di Galata a Istanbul, Museo delle civiltà anatoliche, l'Archeologico Museo di Nessebar, eccetera.
Il 26 novembre 2020, ha parlato al quarto Congresso delle donne ucraine, una piattaforma che riunisce personaggi pubblici ucraini e internazionali, politici, funzionari governativi, esperti e leader d'opinione per la parità di diritti tra donne e uomini.
Nello stesso mese Zelens'ka ha avviato la firma di una dichiarazione tra grandi aziende ucraine e internazionali per rimuovere gli ostacoli al business. In dicembre ha annunciato che, nell'ambito dell'iniziativa "Senza barriere", il Ministero della trasformazione digitale e l'UNDP in Ucraina creeranno un comodo catalogo di servizi per i gruppi vulnerabili. Il catalogo sarà pubblicato sul portale statale "Azione" nella categoria "Azione. Senza barriere". Nell'aprile 2021, Zelens'ka ha poi avviato la creazione del Consiglio Senza Barriere.
Il 23 agosto 2021 si è tenuto il "Vertice di Kiev" delle First Lady e Gentleman. Il tema del primo summit era "Il potere dolce nella nuova realtà" (in ucraino М'яка сила в новій реальності?, M"jaka syla v novij real'nosti). L'obiettivo dell'evento è quello di creare una piattaforma di dialogo internazionale che aiuterà a risolvere i problemi umanitari in tutto il mondo.

## Vita privata
Zelens'ka e il suo futuro marito erano compagni di scuola ma non si frequentavano, come dichiarato dello stesso Zelens'kyj; iniziarono più tardi la loro relazione, quando Olena frequentava la Facoltà di Ingegneria Civile dell'Università Nazionale di Kryvyj Rih.
Il rapporto si è sviluppato gradualmente: si sono frequentati per otto anni prima di sposarsi il 6 settembre 2003. Il 15 luglio 2004 è nata la loro primogenita Oleksandra, mentre il 21 gennaio 2013 Olena Zelens'ka ha dato alla luce il secondo figlio, Kyrylo.